# Laboratoires Pierre Fabre
Laboratoires Pierre Fabre é uma empresa farmacêutica multinacional de Castres, França, perto de Toulouse. A empresa teve um volume de negócios consolidado de 1,43 bilhões de euros em 2003. No Brasil adquiriram o laboratório farmacêutico Darrow em Areal-RJ e comercializam a linha francesa de dermocosméticos Avène.